# Aiteta elaina
Aiteta elaina är en fjärilsart som beskrevs av Swinhoe 1901. Aiteta elaina ingår i släktet Aiteta och familjen trågspinnare. Inga underarter finns listade i Catalogue of Life.